# Supras Malmö
Supras Malmö är en supporterklubb för Malmö FF där fokus är agerandet på läktaren för klacksektion på Malmö Stadions norra ståplatsläktare. Gruppen bildades 2003 och ser sig som ett komplement till den officiella supporterklubben MFF Support.
Supras Malmö tar avstånd från rasism och våld på läktarna. Namnet ”Supras” är en fusion av två begrepp, där man har tagit de tre begynnelsebokstäverna ur ordet ”supportrar” och sammanfogat med de tre sista bokstäverna från begreppet ”ultras”. Således är grupperingen en uttalad ultrasgruppering inspirerade av den aktiva läktarkultur, med inriktning på det verbala och visuella stödet, som har sitt ursprung i Sydeuropa. Gruppens officiella symbol består av en sjungande supporter prydd i halsduk.
Supras Malmö är positivt inställda till pyroteknik på allsvenska arenor som i nuläget är förbjudet på grund av säkerhetsrisker. Supras Malmö stödjer ansvarsfullt nyttjande av pyroteknik som stämningshöjare på läktaren, men tar avstånd från användandet av pyroteknik när det sköts på ett riskfyllt och farligt sätt.
Under säsongen 2007 stärktes gruppens ställning ytterligare efter ett tags stagnation. För Malmös läktarkulturs bästa valde Inferno Malmö och Supras Malmö att slå sig samman till en enda stor och slagkraftig grupp.